# 杨溪乡 (广昌县)
杨溪乡，是中华人民共和国江西省抚州市广昌县下辖的一个乡镇级行政单位。

## 行政区划
杨溪乡下辖以下地区：
下模村、东坑村、下陌村、江背村、高排村和杨溪村。